# Hárai Balázs
Hárai Balázs (Budapest, 1987. április 5. –) olimpiai bronzérmes, világ- és Európa-bajnok magyar válogatott vízilabdázó.

## Pályafutása
A BVSC-ben kezdett vízilabdázni, majd 2004-ben került a Honvédhoz. Az eleinte harmadik számú center olyan neves játékosok mellett pallérozódott, mint dr. Molnár Tamás és Bárány Attila.
2005 hozta el az első elismeréseket, hiszen a világliga belgrádi döntőjében bemutatkozott a válogatottban, illetve a jövő reménységének járó Szalay Iván-díjjal tüntették ki. 2006-ban a kettős játékengedélyű Hárai a KSI-vel megnyerte a másodosztályú vízilabda-bajnokságot, illetve a Domino-BHSE-vel mind a bajnoki címet, mind pedig a kupát begyűjtötte. Teljesítményét 2007-ben junior világbajnoki címmel, újabb magyar bajnoki címmel, 2008-ban pedig Magyar Kupa-győzelemmel koronázta meg, ezenkívül csapatával a dobogó harmadik fokára is felállhatott a magyar bajnokságban. 2008 nyarán az edző- és koncepcióváltáson átesett, és jelentősen megfiatalított Honvédtól Bárány Attilával együtt az Egerhez igazolt, ahol két egymást követő évben is ezüstérmes szerzett csapatával a magyar bajnokságban. 2010-ben tért vissza a Honvédhoz. 2011-ben Junior Prima díjjal tüntették ki, amit korábban csak három vízilabdázónak, 2008-ban az olimpiai bajnok testvérpárnak, Varga Dánielnek és Varga Dénesnek, 2010-ben pedig a siket-olimpiai bajnok Nemes Norbertnek adtak át.
2012 májusában a pénzhiánnyal küzdő Honvédtől a bajnoki címet nyert Vasashoz szerződött, ahol egy szezont töltött. Ebben az évben a válogatottal Európa-bajnoki bronzérmet szerzett. 2013 nyarán második helyezést ért el az ekkor már Benedek Tibor irányította válogatottal a Világligában és világbajnoki címet szerzett. Ősszel ismét az Egerhez igazolt, az idény végén újabb bajnoki címet szerezve a csapattal. 2014-ben a válogatott tagjaként megismételte előző évi szereplését és újra döntős volt a Világligában és az Európa-bajnokságban is.
2020-ban Európa-bajnok, 2021-ben olimpiai bronzérmes lett a válogatottal.

## Eredményei
Klubcsapatokkal
- Magyar bajnokság
  - aranyérmes: 2005, 2006, 2007, 2014
  - ezüstérmes: 2009, 2010, 2016, 2017, 2019, 2021
  - bronzérmes: 2008, 2015, 2018
- Magyar Kupa
  - győztes: 2006, 2008, 2010
- LEN-Európa-kupa
  - második: 2021[4]

Válogatottakkal
- Európa-bajnokság
  - aranyérmes: 2020
  - ezüstérmes: 2014
  - bronzérmes 2012
- Világliga
  - ezüstérmes: 2013, 2014
- Junior világbajnokság
  - aranyérmes: 2007

## Díjai, elismerései
- Szalay Iván-díj (2005)
- Junior Prima díj (2011)
- Magyar Ezüst Érdemkereszt (2012)
- Az év magyar vízilabdázója (2015,[5] 2016[6])
- Magyar Arany Érdemkereszt (2021)[7]